# Giuliano Gosellini
Cet article comprend des extraits de la Biographie universelle ancienne et moderne de Louis-Gabriel Michaud. Il est possible de supprimer cette indication, si le texte reflète le savoir actuel sur ce thème, si les sources sont citées, s'il satisfait aux exigences linguistiques actuelles et s'il ne contient pas de propos qui vont à l'encontre des règles de neutralité de Wikipédia.
Giuliano Gosellini (né à Rome le 12 mars 1525 et mort à Milan le 13 février 1587) est un écrivain italien du XVIe siècle.

## Biographie
Giuliano Gosellini était originaire de la petite ville de Nizza, surnommée della Paglia, près d’Alexandrie en Piémont ; mais il naquit à Rome le 12 mars 1525. Reconduit dès l’âge de deux ans dans sa patrie, il y fit ses premières études et retourna les achever à Rome lorsqu’il eut atteint quatorze ans. Reçu dans la maison du cardinal de Santa-Fiora, il resta trois années auprès de lui et fit des progrès si remarquables, qu’il fut appelé à dix-sept ans au service de don Fernand de Gonzague, alors vice-roi de Sicile. Il suivit ce prince en 1546 à Milan, lorsqu’il en fut nommé gouverneur ; et, le premier secrétaire de don Fernand étant mort quelque temps après, Gosellini fut choisi pour remplir sa place. Il conserva cet emploi sous le duc d’Albe et le duc de Sessa, qui furent successivement gouverneurs de cet État après la mort de Gonzague. Le duc de Sessa le conduisit avec lui à la cour d’Espagne. Gosellini y montra une prudence et une dextérité dans les affaires qui engagèrent le duc à le charger de la conduite des siennes auprès du roi ; et Philippe II lui donna une marque particulière de sa satisfaction, en ajoutant aux appointements ordinaires de sa place, qui étaient de deux cents écus d’or, une gratification de huit cents. Le marquis de Pescaire, successeur du duc de Sessa, n’eut pas moins de considération pour Gosellini ; mais, sous le gouvernement du duc d’Albuquerque, la fortune lui devint entièrement contraire. La haine de cet homme puissant alla jusqu’à le priver de sa liberté, et menaça même sa vie. Accusé d’avoir attenté à celle d’un nommé Jean Baptiste Monti, l’un des protégés du duc, il fut jeté dans une obscure prison, où il demeura enfermé tant que vécut son oppresseur. À la mort de celui-ci, Gosellini obtint sans doute la permission de prouver son innocence, et il se justifia si bien, qu’il fut rétabli dans ses fonctions par le nouveau gouverneur, le marquis d’Ayamonte, et y fut maintenu ensuite par le duc de Terra-Nuova, second successeur d’Albuquerque. Il mourut dans cet emploi le 13 février 1587, âgé de 62 ans.

## Œuvres
Les devoirs de sa place, qu’il remplit toujours avec beaucoup d’application et de zèle, ne l’empêchèrent point de publier plusieurs ouvrages. Les principaux sont :
- La vita di Ferdinando Gonzaga, governatore di Milano, etc., 1579, in-4°. L’auteur avait été placé commodément pour être instruit des faits ; mais peut-être pas aussi bien pour les rapporter sans déguisement et avec impartialité.
- La Congiura di Gian Lodovico Fieschi, contro alla repubblica di Genova ; morceau d’histoire effacé par celui du cardinal de Retz sur le même sujet ;
- Storia della congiura de’ Pazzi e de’ Salviati in Firenze : histoire assez élégamment écrite, mais où ne se trouvent point encore les qualités qu’exigerait un événement où figurent de si grands intérêts et de si grands noms ;
- Un Recueil de poésies italiennes, ou Rime, Venise, 1588, in-8°. Les nombreuses éditions que l’on en fit du vivant même de l’auteur prouvent qu’elles eurent alors beaucoup de succès. Il a composé lui-même sur plusieurs de ces pièces lyriques, des commentaires et des notes où il en explique l’artifice et le mérite poétique ; ce qui n’empêche pas, selon Tiraboschi, que les pensées n’y soient souvent trop recherchées, que l’on n’y pût désirer plus d’harmonie, de douceur et de pureté dans le style.